# Sturmgeschütz-Brigade 209
De Sturmgeschütz-Abteilung 209 / Sturmgeschütz-Brigade 209 / Heeres-Sturmgeschütz-Brigade 209 was tijdens de Tweede Wereldoorlog een Duitse Sturmgeschütz-eenheid van de Wehrmacht ter grootte van een afdeling, uitgerust met gemechaniseerd geschut. Deze eenheid was een zogenaamde Heerestruppe, d.w.z. niet direct toegewezen aan een divisie, maar ressorterend onder een hoger commando, zoals een legerkorps of leger.
Deze Sturmgeschütz-eenheid kwam in actie aan het oostfront gedurende zijn hele bestaan, eerst in de centrale sector, dan lange tijd in de zuidelijksector en uiteindelijk eindigend in Oost-Pruisen.

## Krijgsgeschiedenis

### Sturmgeschütz-Abteilung 209
Sturmgeschütz-Abteilung 209 werd opgericht in Jüterbog op 2 december 1941. Al in januari 1942 werd de Abteilung haastig naar het oostfront overgebracht, om mee te helpen het Sovjet winteroffensief te stuiten. Het inzetgebied was in de zich vormende Rzjev-saillant en hier bleef de Abteilung in actie in vele defensieve gevechten tot september 1942: op dat moment was de Abteilung aan het eind van zijn krachten. Daarop gingen staf en 1e Batterij terug naar Frankrijk, rond Rouen en in oktober volgden de andere twee batterijen, voor herbouw. Van 1 tot 3 november ging de Abteilung weer terug naar het oostfront en werd toegevoegd aan de 19e Pantserdivisie die vocht rond Brjansk. Met deze divisie werd de Abteilung in december naar het zuiden verplaatst, waar zich de tragedie rond Stalingrad afspeelde. In januari 1943 werd ingegrepen tegen het Sovjet offensief “Kleine Saturnus”, als steun aan  het 8e Italiaanse Leger. Tijdens deze operatie werd de Abteilung omsingeld rond Chertkovo, maar slaagde uit te breken. Later kwam de Abteilung nog in actie in de gevechten rond de verdediging en herovering van Charkov. De zomer 1943 bracht de Abteilung door aan de Mioes en nam in juli 1943 deel aan de afweerslag aan de Mioes. In september dekte de Abteilung de terugtocht naar Zaporozje en Nikopol en hielp in de verdediging van Melitopol.
Op 14 februari 1944 werd de Abteilung omgedoopt in Sturmgeschütz-Brigade 209.

### Sturmgeschütz-Brigade 209
De omdoping in Sturmgeschütz-Brigade betekende echter geen organisatorische verandering, de samenstelling bleef gelijk. Maar de brigade was dusdanig zwak dat deze in maart 1944 teruggetrokken werd naar Ottmachau in Silezié, om daar herbouwd te worden.
Op 10 juni 1944 werd de brigade omgedoopt in Heeres-Sturmgeschütz-Brigade 209.

### Heeres-Sturmgeschütz-Brigade 209
In juli 1944 ging het terug naar het oostfront om te helpen de Sovjet Operatie Bagration te stuiten. De brigade werd gekoppeld aan de 28e Jägerdivisie rond Sloetsk. Op 9 juli verloor de brigade 20 van zijn 31 Sturmgeschützen in een Sovjet-hinderlaag. In september 1944 was de brigade in actie langs de Narew en oktober langs deze rivier in de verdediging van Różan. In 1945 nam de brigade deel aan de verdediging van Oost-Pruisen en was tijdelijk ook verbonden aan de 14e Infanteriedivisie.

### Einde
De Heeres-Sturmgeschütz-Brigade 209 capituleerde op 8 mei 1945 op schiereiland Hela aan de Sovjets.

## Samenstelling
- Staf
- 1e Batterij
- 2e Batterij
- 3e Batterij

## Commandanten
| Rang      | Naam              | Begin             | Eind              |
| --------- | ----------------- | ----------------- | ----------------- |
| Hauptmann | Wilhelm Launhardt | 2 december 1942   | 24 september 1942 |
| Major     | Rupert Gruber     | 24 september 1942 | 25 oktober 1943   |
| Hauptmann | Ernst Frank       | 25 oktober 1943   | februari 1944     |
| Major     | Wilhelm Launhardt | februari 1944     | 15 april 1944     |
| Major     | Erich Schulte     | 15 april 1944     | 8 mei 1945        |